# Volley Pesaro
Volley Pesaro var en volleybollklubb från Pesaro, Italien. Klubben var aktiv mellan 2013 och 2018. Klubben spelade sina hemmamatcher i PalaCampanara. Klubben grundades genom att Robursport Volley Pesaro (som spelade i serie A1) och Snoopy Pallavolo Pesaro (som spelade i serie B1). Den nya klubben tog över Snoopy Pallavolo Pesaros spellicens och började därför i serie B1. 
Genom att vinna uppflyttningscupen 2014-2015 gick klubben upp i serie A2 och genom att vinna uppflyttningscupen 2016-2017 kvalificerade de sig för spel i serie A1 (högsta serien). De spelade i serien 2017-2018. De kom sjua i gruppspelet och åkte ur i kvartsfinalen i mästerskapsslutspelet. Samma år nådde de också kvartsfinal i Coppa Italia. Efter säsongen tillkännagav klubben först att de skulle börja om i serie B2, men detta sker inte utan klubben lägger istället ner verksamheten.